# Hôpital Louis-Mourier
Pour les articles homonymes, voir Mourier.
L'hôpital Louis-Mourier est un hôpital universitaire français de l'Assistance publique - hôpitaux de Paris (AP-HP), situé à Colombes (Hauts-de-Seine) et rattaché à Université Paris Cité.

## Historique
Cet hôpital porte le nom de Louis Mourier, homme politique sous la IIIe République et ancien directeur général de l'Assistance publique, qui fit construire ou reconstruire huit hôpitaux.
L'hôpital fut construit dans les années 1970 pour son bâtiment principal, et dans les années 2000 pour son pôle Femme-Enfant.
Depuis l'année 2010, l'hôpital Louis Mourier fait partie des « Hôpitaux Universitaires Paris Nord Val de Seine », l'un des douze groupes hospitaliers de l'AP-HP.
Depuis plusieurs années le service pédiatrique de l’hôpital Louis Mourier est en collaboration avec l’hôpital Robert-debré situé dans le 19e arrondissement de Paris.[réf. nécessaire]

## Accès
L'hôpital est situé au 178, rue des Renouillers, à Colombes.
Le site est accessible par les bus RATP 235 et 304, le bus 235 par l'arrêt-terminus "Europe", le bus 304 par l'arrêt "Hôpital Louis-Mourier", le tramway 2, arrêt “Parc Pierre Lagravère”, et par l'A86, sortie “Colombes centre”.

## Activités
D'une capacité de 500 lits et places, l'hôpital abrite une maternité de niveau III, le plus élevé, des services de gynécologie, médecine interne et infectieuse, hépato-gastro-entérologie, chirurgie digestive, gériatrie aiguë, oncologie, réanimation médico-chirurgicale, psychiatrie, néonatalogie (avec une réanimation et une unité de soins intensifs) et pédiatrie.
L'hôpital compte deux services d'urgence, adultes et pédiatriques, ainsi qu'un plateau de consultations.
Il accueille également un centre dentaire ainsi qu'un centre de longs séjours à vocation gériatrique.
Plus de 1 700 professionnels travaillent au sein de cet hôpital, dont 380 médecins.
Le site accueille plus de 60 000 passages annuels dans ses différents services d'urgences. Il est équipé d'un plateau d'imagerie conventionnelle, d'un scanner et d'une IRM ouverte, rare en Île-de-France.
En 2013, 3 100 accouchements ont été réalisés à la maternité de l'hôpital.